# 勒帕伊
勒帕伊（法語：Le Pailly，法語發音：[lə paji]）是法国上马恩省的一个市镇，属于朗格勒区。

## 地理
勒帕伊（47°47'26"N, 5°24'51"E）面积7.19 平方千米，位于法国大東部大區上马恩省，该省份为法国东北部内陆省份，北起马恩省和默兹省，西接奥布省，西南接科多尔省，东南接上索恩省，东临孚日省。
与勒帕伊接壤的市镇（或旧市镇、城区）包括：沙兰德雷、大厄耶、努瓦当沙特努瓦、帕莱瑟勒、维奥洛、圣若姆。

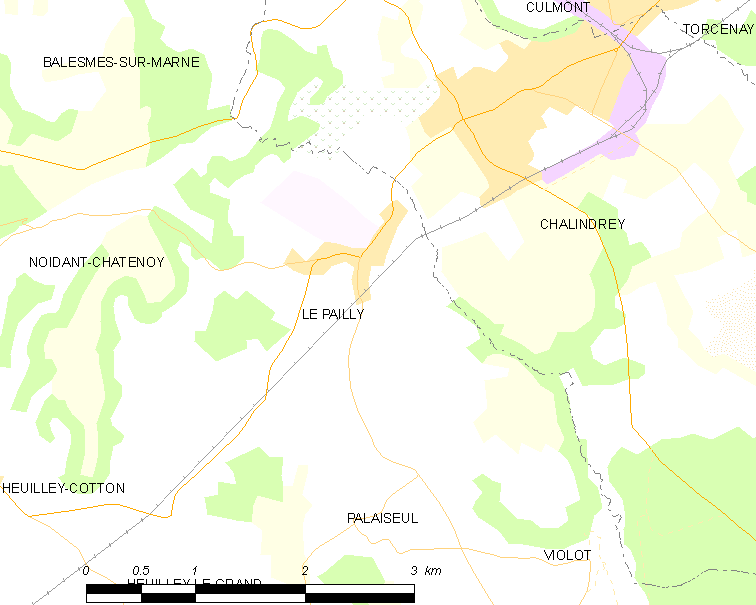
勒帕伊的OSM定位图

勒帕伊的时区为UTC+01:00、UTC+02:00（夏令时）。

## 行政
勒帕伊的邮政编码为52600，INSEE市镇编码为52374。

## 政治
勒帕伊所属的省级选区为沙兰德雷县。

## 人口

1962-2008年间勒帕伊人口变化图示

勒帕伊于2022年1月1日时的人口数量为272人。